# Cathédrale de Teruel
La cathédrale de Teruel, de son nom complet cathédrale Saint-Marie de Mediavilla, est le principal édifice catholique de la ville de Teruel, dans la communauté autonome d'Aragon en Espagne. Exemple notable de l'architecture mudéjare, elle fait partie de la liste du patrimoine mondial depuis 1986. Elle est l'église cathédrale du diocèse de Teruel et Albarracín.

## Histoire

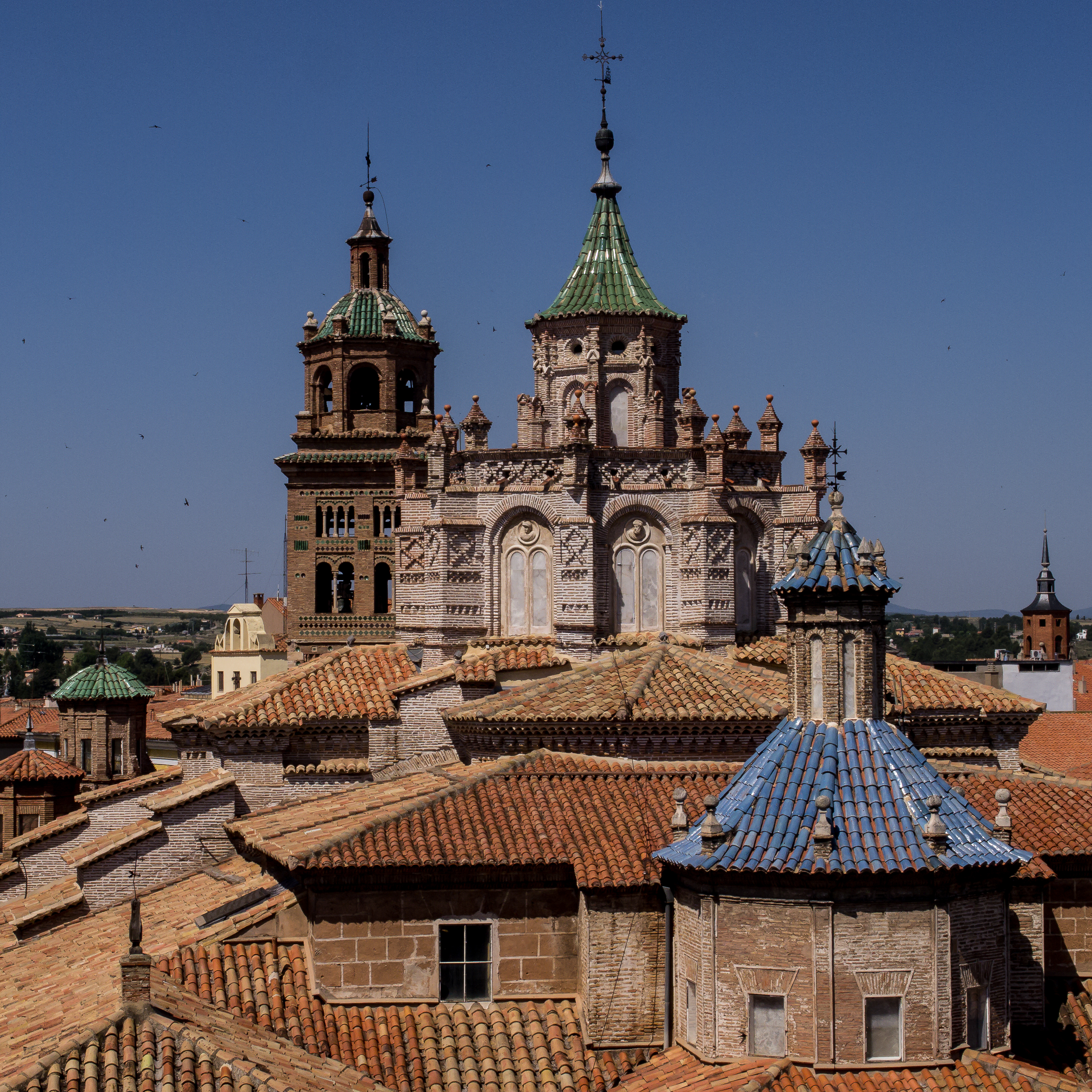
Dômes de la cathédrale de Teruel

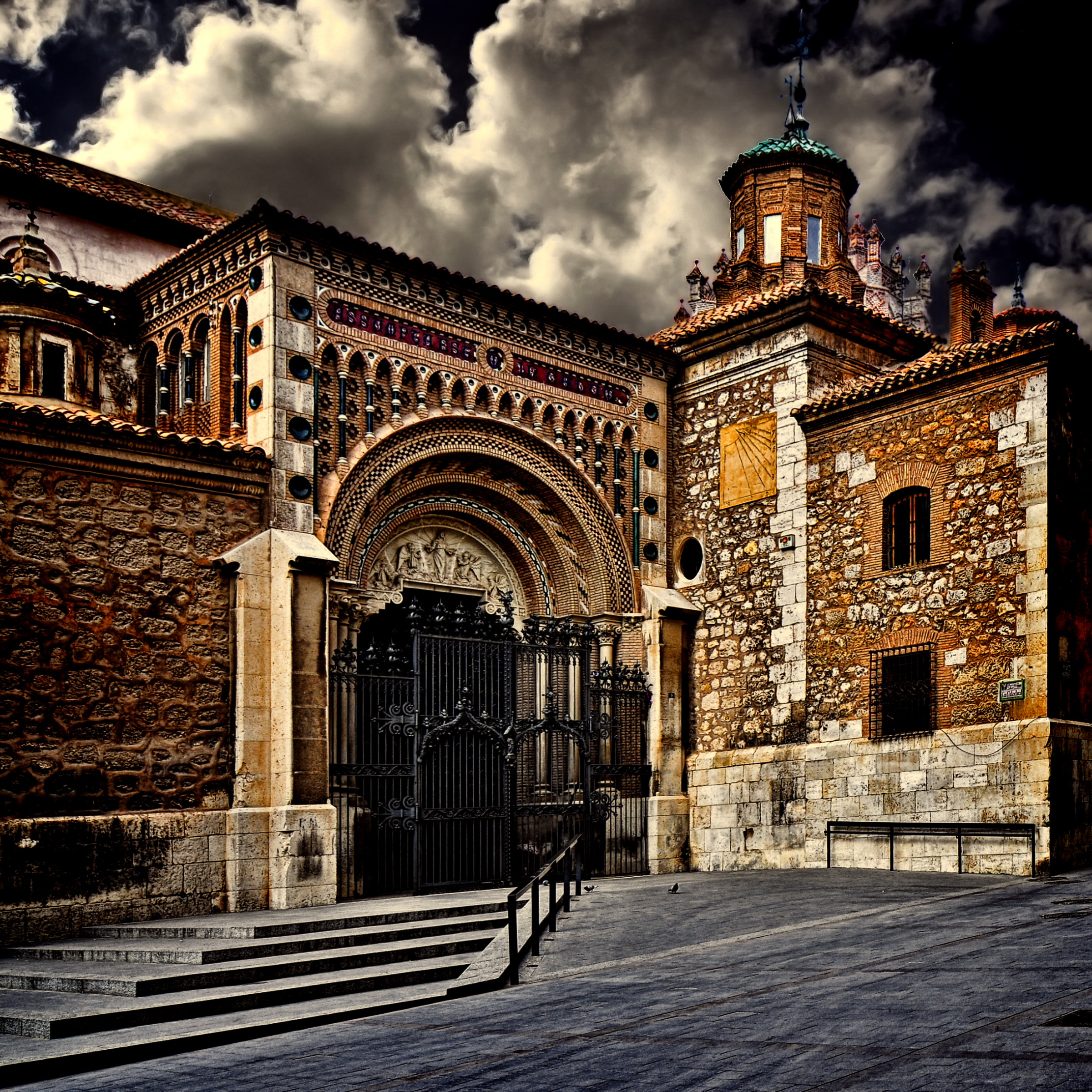
Portail sud de la cathédrale

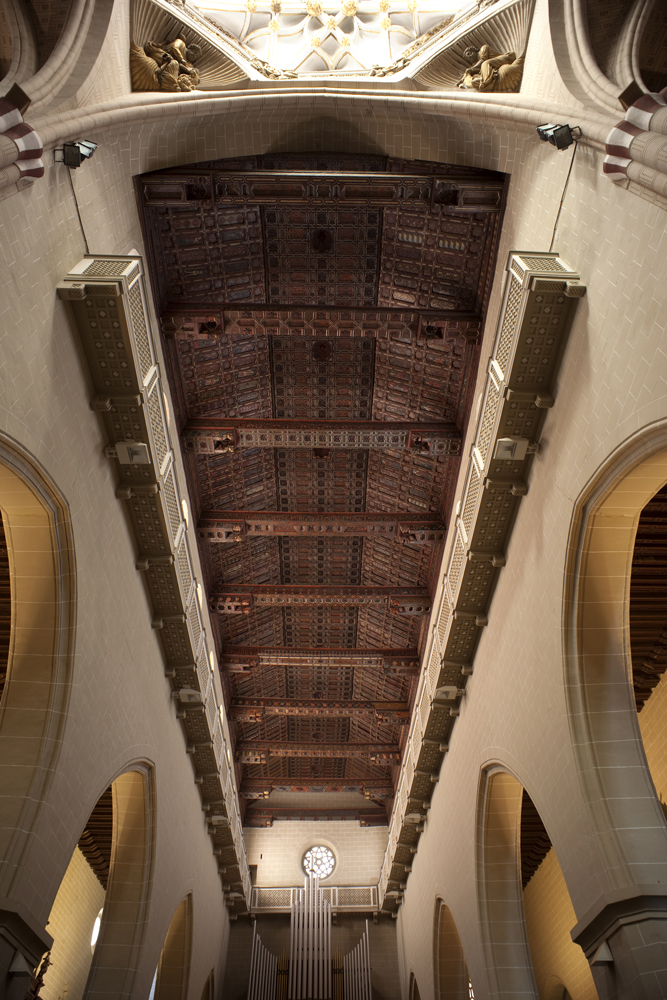
Plafond à caissons mudéjar

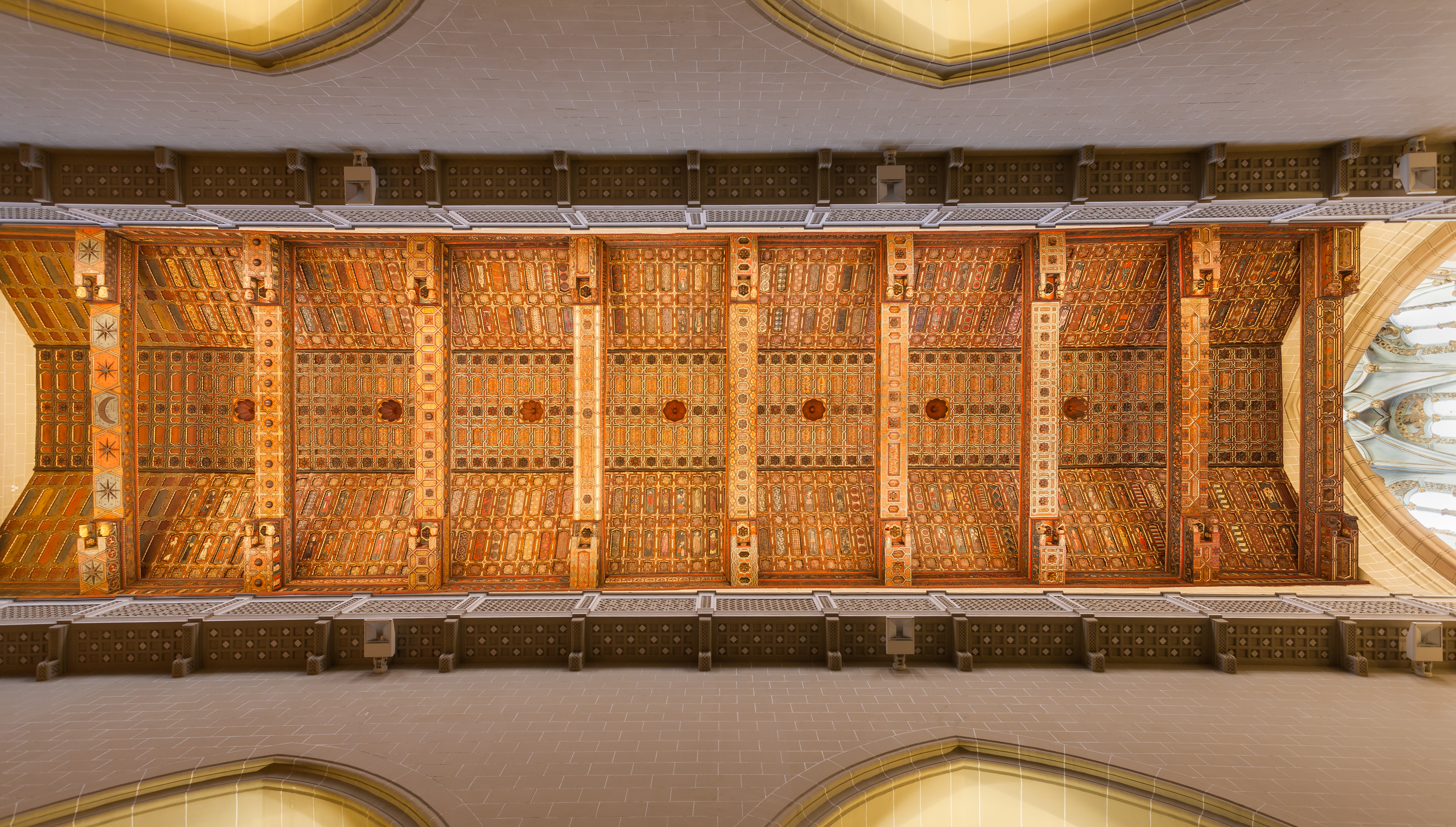
Autre vue du plafond à caissons mudéjar.

La cathédrale tient ses origines dans la fondation de la ville par Alphonse II d'Aragon qui a ordonné la construction d'une église dédiée à Sainte-Marie de Mediavilla, dans le style roman.
Au XIIIe siècle, l'architecte morisque Juzaff l'a restructurée, en lui donnant une nef et deux ailes et un style Mudéjar. La tour fut terminée en 1257, les absides au XIVe siècle.
En 1423, le pape Benoît XII, d'origine aragonaise, l'éleva au rang de collégiale. En 1538, le dôme fut construit, selon un travail de Martín de Montalbán. Il possède un plan hexagonal avec des fenêtres à meneaux double. Lors de la création du diocèse de Teruel et Albarracín, l'église fut promue au rang de cathédrale.
La façade en style néo-mudéjar a été terminée en 1909.

## Les premiers travaux de la cathédrale
Depuis la fondation de la ville par le roi Alphonse II d'Aragon en 1171, l'église de Santa María de Mediavilla eut une position privilégiée, rattachée au diocèse de Saragosse. L'église d'origine datant du dernier tiers du XIIe siècle a été construite dans le style roman.
En l'an 1200 commence la construction de l'église à trois nefs, avec les dimensions actuelles. Cette étape a pris fin avec la construction, en 1257, de la tour de style mudéjar. Les murs romans étaient d'une hauteur inférieure de trois mètres à ce que nous voyons aujourd'hui.

## La tour
La tour mudéjar est construite en 1257. Un passage a été ouvert pour les piétons dans la partie inférieure, avec voûte en berceau. C'est l'une des plus anciennes tours mauresques d'Espagne. De plan carré, elle est abondamment décorée de carreaux et céramiques vernissées . Elle a été surmontée d'une lanterne octogonale au XVIIe siècle.

## Les transformations mudéjares
Après le résultat artistique réussi de la tour mudéjar, la transformation de l'édifice continua dans la seconde moitié du XIIIe siècle, sous la direction du morisque Juzaff. Il fit rehausser les nefs (conformément à la tendance du style gothique à faire des églises plus élancées), améliora ainsi l'éclairage de l'édifice, fit construire trois nouvelles absides mudéjar, une croisée du transept en rapport avec ces nouveautés, et couvrit les nefs dans le même style. Les travaux se terminèrent en 1335 sous la direction du maître d'ouvrages maure Yuçaf de Huzmel.

## Le plafond de la nef
Le plafond à caissons mudéjar est une des merveilles de la cathédrale. Il a une fonction éminemment décorative, mais aussi une fonction de soutien de la partie supérieure de la nef et de renforcement de la structure, ce qui est inhabituel. Il a été appelé la « chapelle Sixtine » de l'art mudéjar, pour sa haute valeur architecturale et artistique.
Il mesure 32 mètres de long et date du XIVe siècle. La décoration des caissons comporte des thèmes historiques, religieux, et de peinture des mœurs : fonctionnaires, artisans, personnages historiques, créatures fantastiques. Toute une galerie de types humains, une grande variété picturale, ensemble qui a été maintenu en parfait état, car il a été couvert - et protégé - par un faux-plafond néoclassique au XVIIIe siècle.
Il a subi des dommages lors des bombardements de la guerre civile, mais il a été restauré (malheureusement d'une façon qui révèle parfois son origine moderne) et ce que nous voyons est, à cette réserve près, une peinture extraordinaire du XIVe siècle.

## Dôme mudéjar de la cathédrale de Teruel

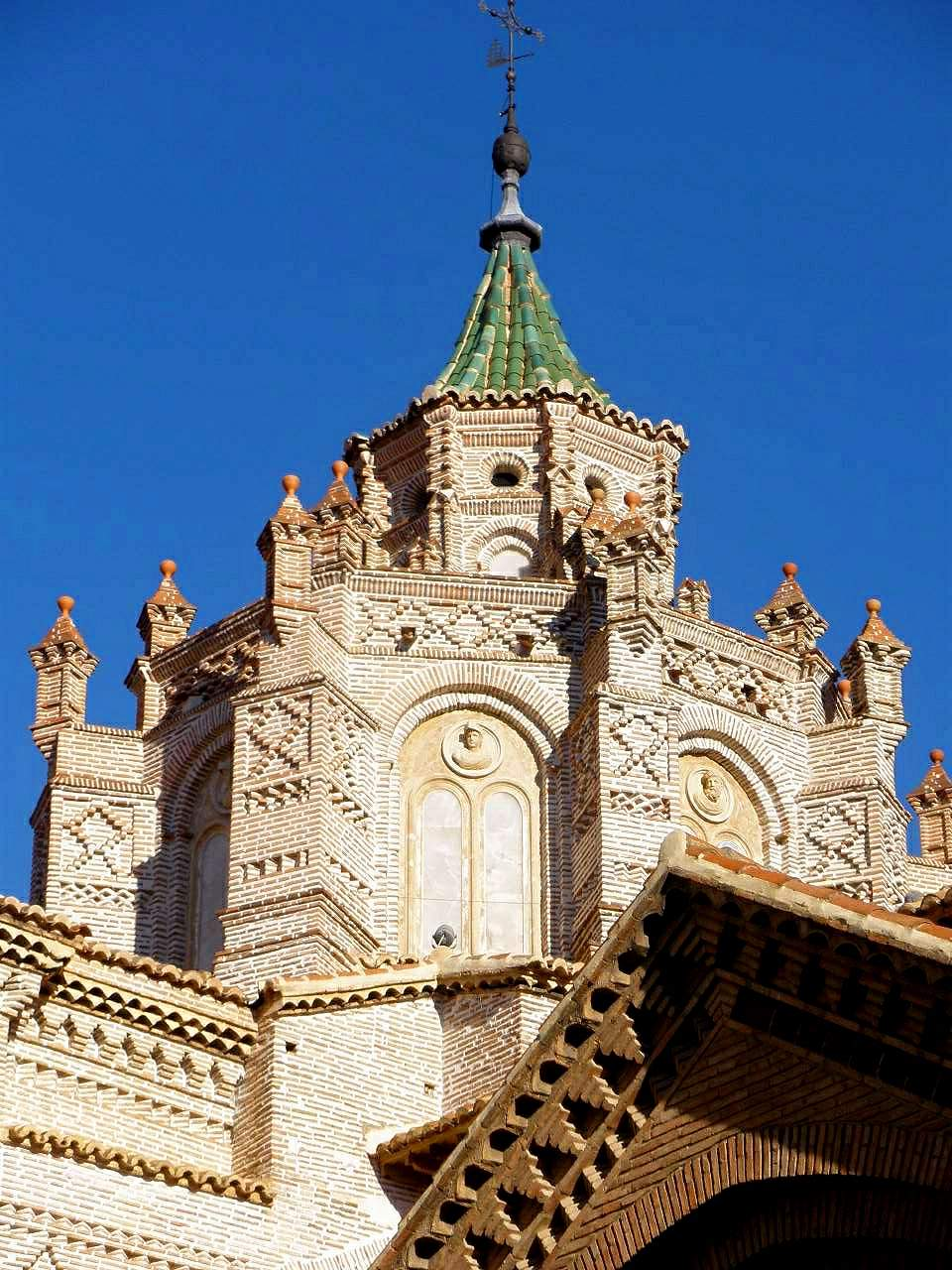
Cimborrio mudéjar

Le dôme (cimborrio) a été conçu en 1537 par « Botero » Juan Lucas qui avait été l'architecte de la coupole sur pendentifs de style mudéjar de la cathédrale Saint-Sauveur de Saragosse et de la cathédrale de Tarazona.
Il a été réalisé en 1538 par le maître maçon Martín de Montalbán. La tour-lanterne de la coupole devait éclairer le nouveau retable de 1536, un chef-d'œuvre de la Renaissance du sculpteur Gabriel Yoly.

## Construction récente
Autour de 1700 fut construit un déambulatoire autour du chevet gothique. En outre (et comme nous l'avons dit), pour se conformer à un goût néo-classique, on a caché le plafond mudéjar derrière un faux plafond.
En 1909 on a construit le grand portail méridional, qui combine les archivoltes néo-romanes en plein cintre avec un décor typiquement mudéjar. Il est dû à l'architecte moderniste Pablo Monguió Segura. Le portique est fermé par une grille de Matias Abad, inspirée par la grille du chœur de l'intérieur de la cathédrale, ferronnerie du XVe siècle de Cañamache.

## Sources
- (en) Cet article est partiellement ou en totalité issu de l’article de Wikipédia en anglais intitulé « Teruel Cathedral » (voir la liste des auteurs).

- (es) Cet article est partiellement ou en totalité issu de l’article de Wikipédia en espagnol intitulé « Catedral de Santa María de Teruel » (voir la liste des auteurs).